# Vagner Gonçalves
Vagner José Dias Gonçalves, noto semplicemente come Vagner Gonçalves (Mindelo, 10 gennaio 1996), è un calciatore capoverdiano, attaccante dell'Amazonas.

## Caratteristiche tecniche
È un'ala destra.

## Carriera
Vagner è cresciuto nelle giovanili del Gil Vicente, con cui ha esordito in prima squadra il 13 gennaio 2015, in occasione del match di Taça da Liga perso 3-0 contro l'Estoril Praia. Con la formazione portoghese Vagner gioca il campionato di seconda divisione 2015-2016.
Dopo una parentesi in patria all'FC Batuque, Vagner nel 2017 si trasferisce a titolo definitivo al Saint-Étienne. In un anno e mezzo però Vagner non riesce a trovare spazio, collezionando complessivamente soltanto 5 presenze con les Verts. Per questa ragione, nel gennaio 2019 viene ceduto in prestito al Nancy, formazione militante il Ligue 2. Dopo 6 mesi positivi, Vagner ottiene dalla dirigenza del Saint-Étienne di poter prolungare la permanenza al Nancy per un'altra stagione. Nel corso dell'anno e mezzo trascorso in Lorena, Vagner è uno dei protagonisti della doppia salvezza della squadra, realizzando complessivamente 14 gol in 37 presenze tra campionato e coppa. Nel novembre 2019 si infortuna alla caviglia, rimanendo fuori dai campi per 4 mesi.
Nonostante durante la permanenza al Nancy Vagner avesse dichiarato che non si sarebbe mai trasferito al Metz (data la grande rivalità tra le due squadre della Lorena, protagoniste di un acceso derby), il 2 luglio 2020 il Metz annuncia il suo acquisto a titolo definitivo.
Il 30 agosto 2021 viene ceduto in prestito al Sion.

### Nazionale
Ha esordito con la nazionale capoverdiana il 1º giugno 2016 in occasione dell'amichevole vinta 3-2 contro l'Algeria sostituendo all'83' a Ryan Mendes. Viene convocato per la Coppa d'Africa 2021 in sostituzione dell'infortunato Djaniny.

## Statistiche

### Presenze e reti nei club
Statistiche aggiornate al 29 agosto 2021.
| Stagione             | Squadra              | Campionato           | Campionato | Campionato | Coppe nazionali | Coppe nazionali | Coppe nazionali | Coppe continentali | Coppe continentali | Coppe continentali | Altre coppe | Altre coppe | Altre coppe | Totale | Totale | Totale |
| Stagione             | Squadra              | Comp                 | Pres       | Reti       | Comp            | Pres            | Reti            | Comp               | Pres               | Reti               | Comp        | Pres        | Reti        | Pres   | Reti   |        |
| -------------------- | -------------------- | -------------------- | ---------- | ---------- | --------------- | --------------- | --------------- | ------------------ | ------------------ | ------------------ | ----------- | ----------- | ----------- | ------ | ------ | ------ |
| 2014-2015            | Gil Vicente          | PL                   | 0          | 0          | CP+CdL          | 0+2             | 0               |                    | -                  | -                  |             | -           | -           | 2      | 0      |        |
| 2015-2016            | Gil Vicente          | SL                   | 25         | 2          | CP+CdL          | 5+0             | 0               |                    | -                  | -                  |             | -           | -           | 30     | 2      |        |
| Totale Gil Vicente   | Totale Gil Vicente   | Totale Gil Vicente   | 25         | 2          |                 | 7               | 0               |                    | -                  | -                  |             | -           | -           | 32     | 2      |        |
| 2017-2018            | Saint-Étienne        | L1                   | 4          | 0          | CF+CdL          | 1+0             | 0               |                    | -                  | -                  |             | -           | -           | 5      | 0      |        |
| 2018-gen. 2019       | Saint-Étienne        | L1                   | 0          | 0          | CF+CdL          | 0               | 0               |                    | -                  | -                  |             | -           | -           | 0      | 0      |        |
| Totale Saint-Étienne | Totale Saint-Étienne | Totale Saint-Étienne | 4          | 0          |                 | 1               | 0               |                    | -                  | -                  |             | -           | -           | 5      | 0      |        |
| gen.-giu. 2019       | Nancy                | L2                   | 18         | 6          | CF+CdL          | 1+0             | 0               |                    | -                  | -                  |             | -           | -           | 19     | 6      |        |
| 2019-2020            | Nancy                | L2                   | 15         | 7          | CF+CdL          | 0+3             | 0+1             |                    | -                  | -                  |             | -           | -           | 18     | 8      |        |
| Totale Nancy         | Totale Nancy         | Totale Nancy         | 33         | 13         |                 | 4               | 1               |                    | -                  | -                  |             | -           | -           | 37     | 14     |        |
| 2020-2021            | Metz                 | L1                   | 26         | 4          | CF              | 3               | 2               | -                  | -                  | -                  | -           | -           | -           | 29     | 6      |        |
| 2021-2022            | Metz                 | L1                   | 3          | 0          | CF              | -               | -               | -                  | -                  | -                  | -           | -           | -           | 3      | 0      |        |
| Totale carriera      | Totale carriera      | Totale carriera      | 91         | 19         |                 | 15              | 3               |                    | -                  | -                  |             | -           | -           | 106    | 22     |        |

### Cronologia presenze e reti in nazionale
| Cronologia completa delle presenze e delle reti in nazionale ― Capo Verde | Cronologia completa delle presenze e delle reti in nazionale ― Capo Verde | Cronologia completa delle presenze e delle reti in nazionale ― Capo Verde | Cronologia completa delle presenze e delle reti in nazionale ― Capo Verde | Cronologia completa delle presenze e delle reti in nazionale ― Capo Verde | Cronologia completa delle presenze e delle reti in nazionale ― Capo Verde | Cronologia completa delle presenze e delle reti in nazionale ― Capo Verde | Cronologia completa delle presenze e delle reti in nazionale ― Capo Verde |
| Data                                                                      | Città                                                                     | In casa                                                                   | Risultato                                                                 | Ospiti                                                                    | Competizione                                                              | Reti                                                                      | Note                                                                      |
| ------------------------------------------------------------------------- | ------------------------------------------------------------------------- | ------------------------------------------------------------------------- | ------------------------------------------------------------------------- | ------------------------------------------------------------------------- | ------------------------------------------------------------------------- | ------------------------------------------------------------------------- | ------------------------------------------------------------------------- |
| 1-6-2018                                                                  | Algeri                                                                    | Algeria                                                                   | 2 – 3                                                                     | Capo Verde                                                                | Amichevole                                                                | -                                                                         | 83’                                                                       |
| 24-3-2019                                                                 | Praia                                                                     | Capo Verde                                                                | 0 – 0                                                                     | Lesotho                                                                   | Qual. Coppa d'Africa 2019                                                 | -                                                                         | 69’                                                                       |
| 10-10-2019                                                                | Fos-sur-Mer                                                               | Togo                                                                      | 1 – 2                                                                     | Capo Verde                                                                | Amichevole                                                                | 1                                                                         | Uscita                                                                    |
| 8-6-2021                                                                  | Thiès                                                                     | Senegal                                                                   | 2 – 0                                                                     | Capo Verde                                                                | Amichevole                                                                | -                                                                         | 57’                                                                       |
| 9-1-2022                                                                  | Yaoundé                                                                   | Etiopia                                                                   | 0 – 1                                                                     | Capo Verde                                                                | Coppa d'Africa 2021 - 1º turno                                            | -                                                                         | 86’                                                                       |
| Totale                                                                    |                                                                           | Presenze                                                                  | 5                                                                         |                                                                           | Reti                                                                      | 1                                                                         |                                                                           |